# 沙巴民主党
沙巴民主党（简称：PDS）是马来西亚沙巴一个已不存在的政党。该党以卡达山-杜顺人及姆鲁人的利益为奋斗目标。

## 历史
1994年沙巴州议会选举后不久，以柏纳东博为首的沙巴团结党异议领袖宣布退党，另立沙巴民主党，并且宣布加入国民阵线。沙巴团结党原本是沙巴州议会的多数党，但大量州议员跳槽到新成立的沙巴民主党、沙巴人民团结党和人民正义党（这三个党是国阵成员党），成功使沙巴国阵成为多数党，进而组织州政府。国阵向这些叛逃者提出的协议是推行“轮换系统”，让来自穆斯林土著、非穆斯林土著和华裔社群的领袖轮流担任沙巴首席部长，每人任期两年。柏纳东博即从1998年担任首长至1999年。
1999年沙巴州议会选举中，沙巴民主党上阵12席，是除沙巴巫统（24席）外上阵最多议席的国阵成员党，却仅赢得2席，党主席柏纳东博败选。同年8月8日的党大会上，沙巴民主党更名为卡达山巴索民族统一机构（UPKO），与1960年代成立和解散的卡达山巴索统一机构使用同一简称。2019年11月24日又更名为神山前进统一机构，简称依旧是UPKO，并开放党籍给其他族裔。